# 아오모리주오가쿠인 대학

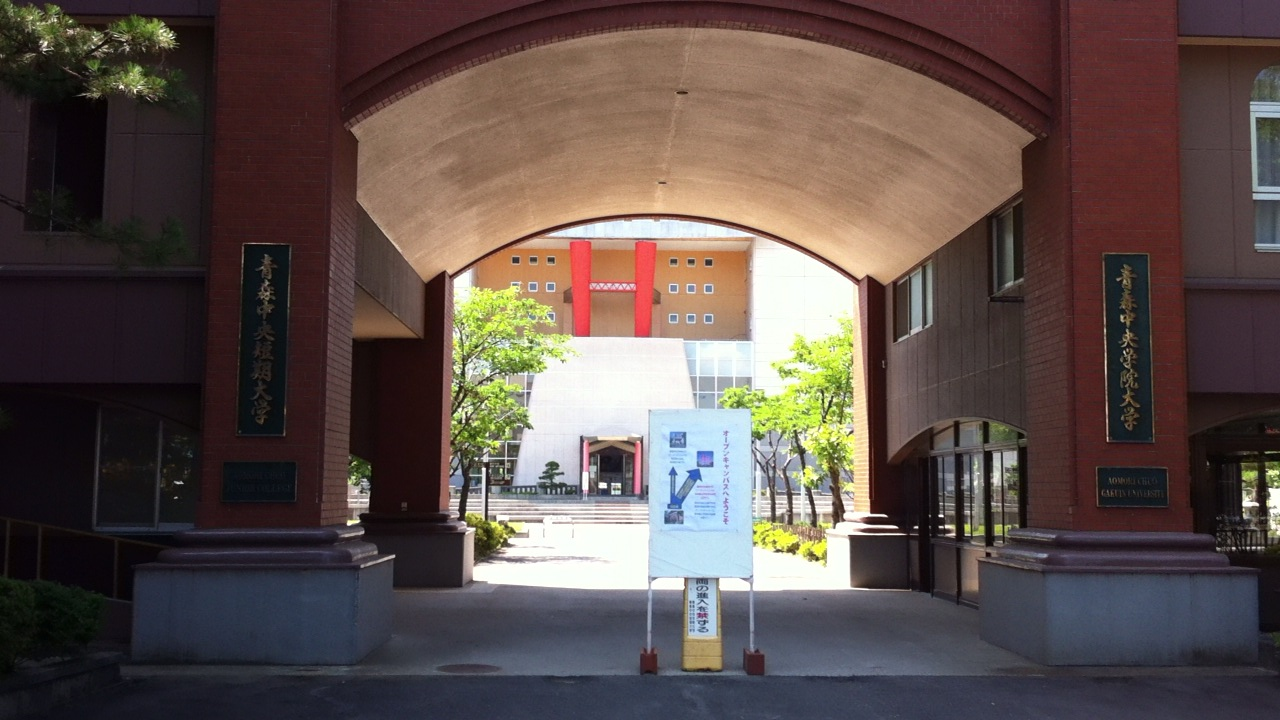

아오모리주오가쿠인대학 (青森中央学院大学, Aomori Chūō Gakuin Daigaku)은 아오모리에 있는 사립 대학으로, 아오모리현, 일본에 위치해 있다. 이 학교의 전신은 1946년 전문대학으로 설립되었으며, 1998년 4년제 대학이 되었다.

## 역사
- 1964년 - 아오모리다나카학원 설립
- 1970년 - 학교법인아오모리타나카학원으로 조직 변경
- 1998년 - 아오모리주오가쿠인대학 개교
- 2014년 - 간호학부 설립
- 2018년 - 조산학 전문 과정 설립

## 학부

### 학과
- 경영법학과
- 간호학과

### 대학 과정
- 지역 경영 연구 전공
- 조산학 전문 과정
- 지역 경영 연구소